# Montaña Fourpeaked
La montaña Fourpeaked, también conocida como volcán Fourpeaked, es un estratovolcán activo en Alaska. El Observatorio del volcán de Alaska clasifica actualmente Fourpeaked como "Nivel alerta de la aviación verde" y "Nivel volcánico-alerta normal". Esta casi cubierto por glaciar Fourpeaked. Por mucho tiempo fue un volcán dormido y se cree por muchos geólogos que estuvo a punto de extinguirse al no haber estallado en más de 10.000 años. Sin embargo, esta visión cambió cuando entró en una nueva fase de actividad por la erupción del 17 de septiembre de 2006.

## La actividad actual

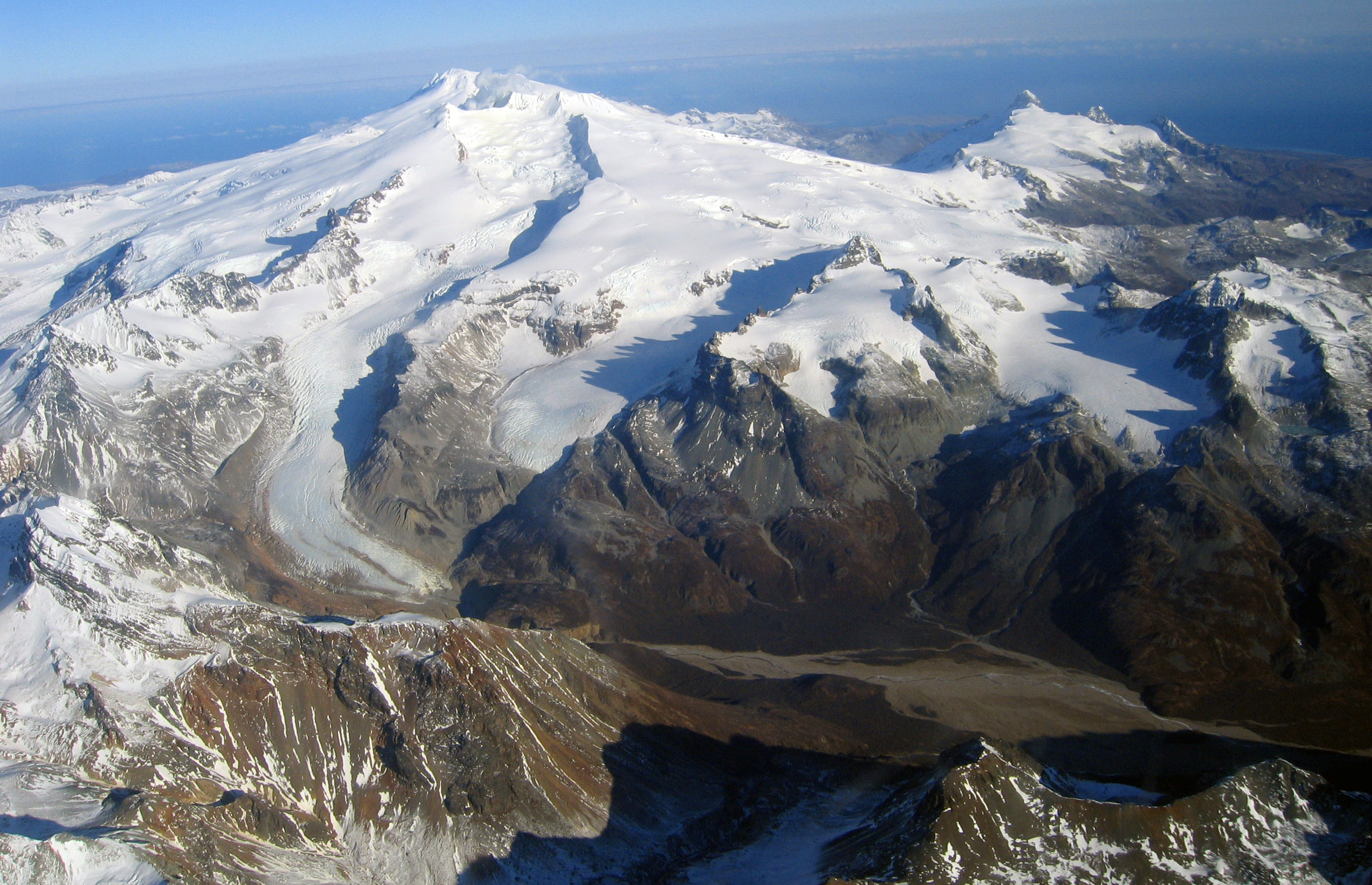
Volcán Fourpeaked

En marzo de 2008, en Fourpeaked se ha visto un vapor moderado continuo desde la cima. Desde el verano de 2008, la actividad ha disminuido significativamente y ha habido poca o ninguna actividad sísmica y ninguna erupción desde la erupción de septiembre de 2006.

## Historia
Antes de la fase que comenzó en el 17 de septiembre de 2006, Fourpeaked había estado inactivo durante más de 10.000 años, lo que significa que su última erupción conocida fue antes de 8000 a. C..

### 17 de septiembre de 2006

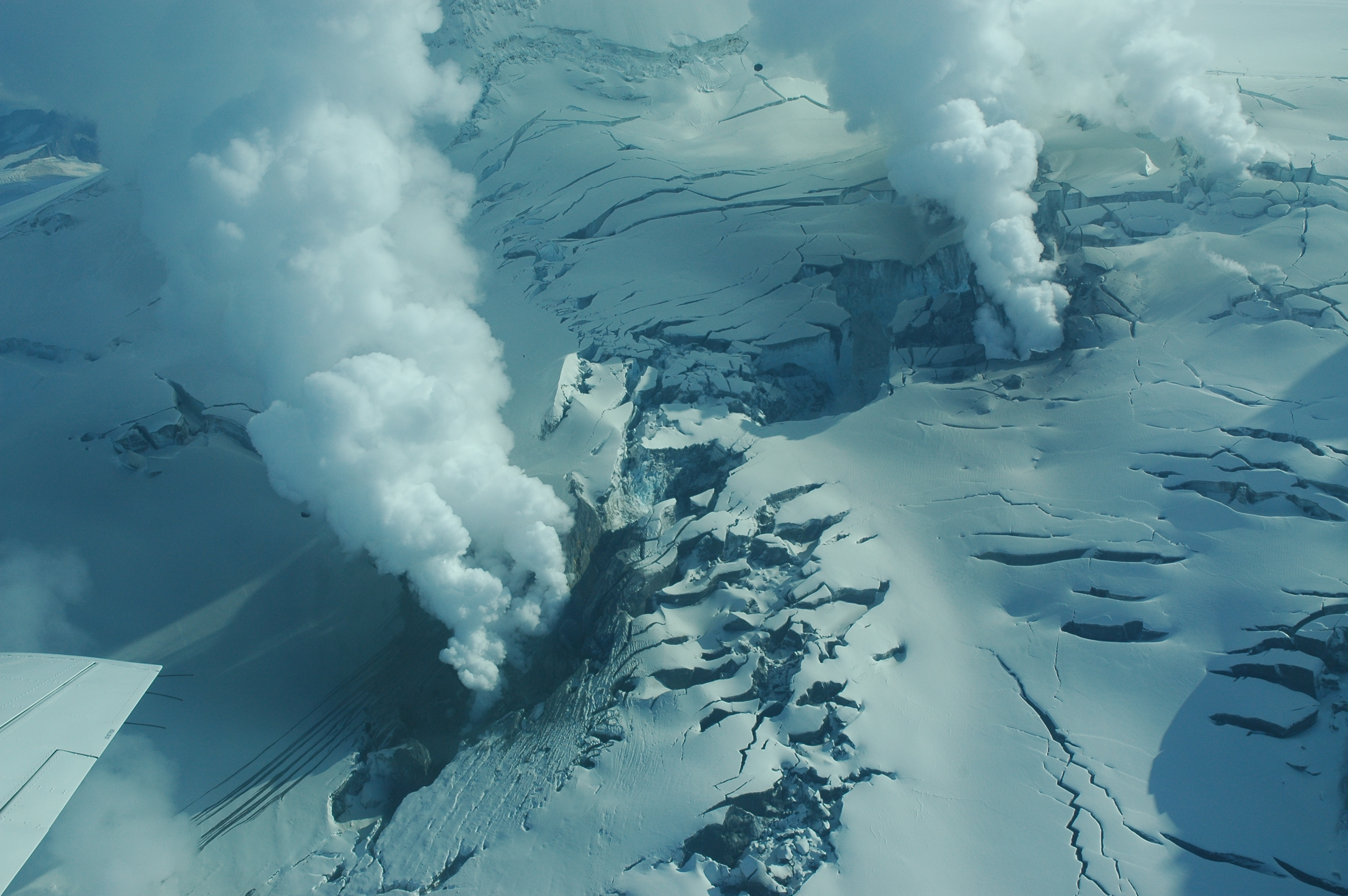
Fumarolas en Fourpeaked

Los pilotos y otros civiles visualizaron dos columnas de vapor distintas y muy largas que venían del volcán Fourpeaked. Se ha visto desde Homer, Alaska, situado al noreste de Fourpeaked a través de la ensenada de Cook. Los científicos, en vuelos posteriores desde USGS/AVO descubrieron que los gases volcánicos se estaban ventilado "enérgicamente" cerca de la cumbre. El muestreo del aire confirmaron estos hallazgos. El Observatorio de Volcanes de Alaska oficial ha clasificado este evento como una erupción explosiva.

### 20 de septiembre de 2006
El Observatorio de Volcanes de Alaska ha actualizado la clasificación de "no asignados", a nivel de código de preocupación color amarillo el 20 de septiembre de 2006. Este sistema de código de colores pasó a llamarse más tarde Aviation Alert Level. En ese momento se comenzó a instalar equipos de vigilancia sísmica en la montaña y el uso de aeronaves de ala fija, así como helicópteros para vigilar el volcán.

### 25 de septiembre de 2006 (Advertencia AVO)
El 25 de septiembre de 2006, el AVO advirtió que es probable que Fourpeaked entre en erupción de nuevo, y lanzó la siguiente información como parte de una versión especial de información:

Sobre la base de todas de las pruebas disponibles en la actualidad, AVO cree que una erupción del Fourpeaked es posible en los próximos días de la semana. A continuación se presentan algunos posibles acontecimientos que podrían pasar en Fourpeaked, listados en orden, con el acontecimiento más probable aparece en primer lugar:
- Va a ocurrir una pequeña erupción moderada, que puede producir columnas de ceniza de más de 10 km (33.000 pies) sobre el nivel del mar. Los flujos de lava pueden también ocurrir.
- No ocurre la erupción. El malestar disminuye gradualmente a los niveles de fondo.
- Se producirá una gran erupción, lo que podría producir columnas de ceniza de más de 10 km (33.000 pies) sobre el nivel del mar, y la posible caída de cenizas generalizada.

### 3 de octubre de 2006
El Observatorio de Volcanes de Alaska ha completado la instalación de otro sismógrafo cerca Fourpeaked. Casi de inmediato se detectó un "terremoto de enjambre" de sismos de magnitudes inferiores. Este comportamiento continuó de forma intermitente hasta la primavera del 2007.

### 8-9 de febrero de 2007
En febrero del 2007, Fourpeaked comenzó a mostrar un incremento relativamente pequeño, pero notable en la actividad. El Observatorio de Volcanes de Alaska informó del 8 a 9 de febrero que: "Tres eventos explosivos pequeños fueron registrados por los instrumentos sísmicos y acústicos (8-9 de febrero) a partir de las 10:36 CCTA (1936 UTC) del 8 de febrero. Un penacho de vapor grande fue posible observarlo desde varios puntos de vistas por satélite, parcialmente nublados jueves por la tarde". El 18 de febrero, el AVO reportó un enjambre de 13 sismos pequeños en Fourpeaked, con el mayor de 1,8 en la escala Richter. El 23 de febrero, el AVO realizó un vuelo de gas y se detectó la emisión continua de dióxido de azufre (SO2).

### Marzo de 2007
El Observatorio de Volcanes de Alaska comenzaron reportando su actualización diaria sobre el volcán Fourpeaked que varias veces había dado señales de una pequeña explosión que se detectaron durante la noche, al parecer, continua con la serie de pequeñas explosiones que se inició el 8 de febrero. Estas "pequeñas explosiones", continuaron hasta junio, cuando la clasificación de Fourpeaked se redujo a verde.